# Tartessus flavifrons
Tartessus flavifrons är en insektsart som beskrevs av Schmidt 1920. Tartessus flavifrons ingår i släktet Tartessus och familjen dvärgstritar. Inga underarter finns listade i Catalogue of Life.